# データクレイドル
一般社団法人データクレイドルは、日本の一般社団法人。倉敷市にあるオープンデータ活用推進を担う組織である。　

## 概要
倉敷市が計画・実施する「データで紡ぐ高梁川流域連携事業」におけるオープンデータ活用推進を担う組織であり、2015年（平成27年）10月1日に設立した。「地域における地域による地域のためのオープンデータ活用」をテーマに、民間の立場から「参加」と「協働」による「オープンデータ・ビッグデータ」の活用による地域活性化を目標としている。オープンデータ化等の促進とその活用技術の向上と普及、人材の育成、地域社会における普及啓発などの活動を行っている。そのため、高梁川流域での高度データ利活用の推進を目指して、「公共データサイエンティスト法人」として次の業務を推進している。
- オープンデータの推進
- データ分析・ビジュアライゼーションの推進
- データ分析セミナーの実施
- データ分析サロンの設置運営
- ビッグデータ・人工知能の研究

事務所内にはデータ活用のアイデア創設の場として、会員制データ分析サロンが設置されている。サロンでは、データ活用ツールの体験利用や関連書籍・刊行物等の閲覧が可能である。

## 受賞歴
- 2017年
  - アーバンデータチャレンジ2017[2] 学生奨励賞 『wikiコンシェルジュfor岡山』
  - VLEDオープンデータ・ビッグデータに関する優れた取り組みの表彰[3]CiP協議会賞 『data eye 高梁川流域圏データポータル』
- 2018年
  - 「電波の日・情報通信月間」記念式典[4]「情報通信月間」中国総合通信局長表彰 『中国地域の電波利用・情報通信の発展に貢献があった個人及び団体』